# 5664 (année hébraïque)
5664 (hébreu : ה'תרס"ד , abbr. : תרס"ד) est une année hébraïque qui a commencé à la veille au soir du 22 septembre 1903 et s'est finie le 9 septembre 1904. Cette année a compté 354 jours. Ce fut une année simple dans le cycle métonique, avec un seul mois de Adar. Ce fut la première année depuis la dernière année de chemitta.

## Calendrier
Ce calendrier hébraïque de l'année 5664 donne les correspondances avec les dates du calendrier grégorien.
Le premier nombre dans chaque case correspond au jour du mois hébraïque. Les jours en couleurs sont des jours remarquables juifs .
| ◄◄ | 5664 | ►► |

## Naissances
- Joseph Schmidt
- Reinhard Heydrich

## Décès

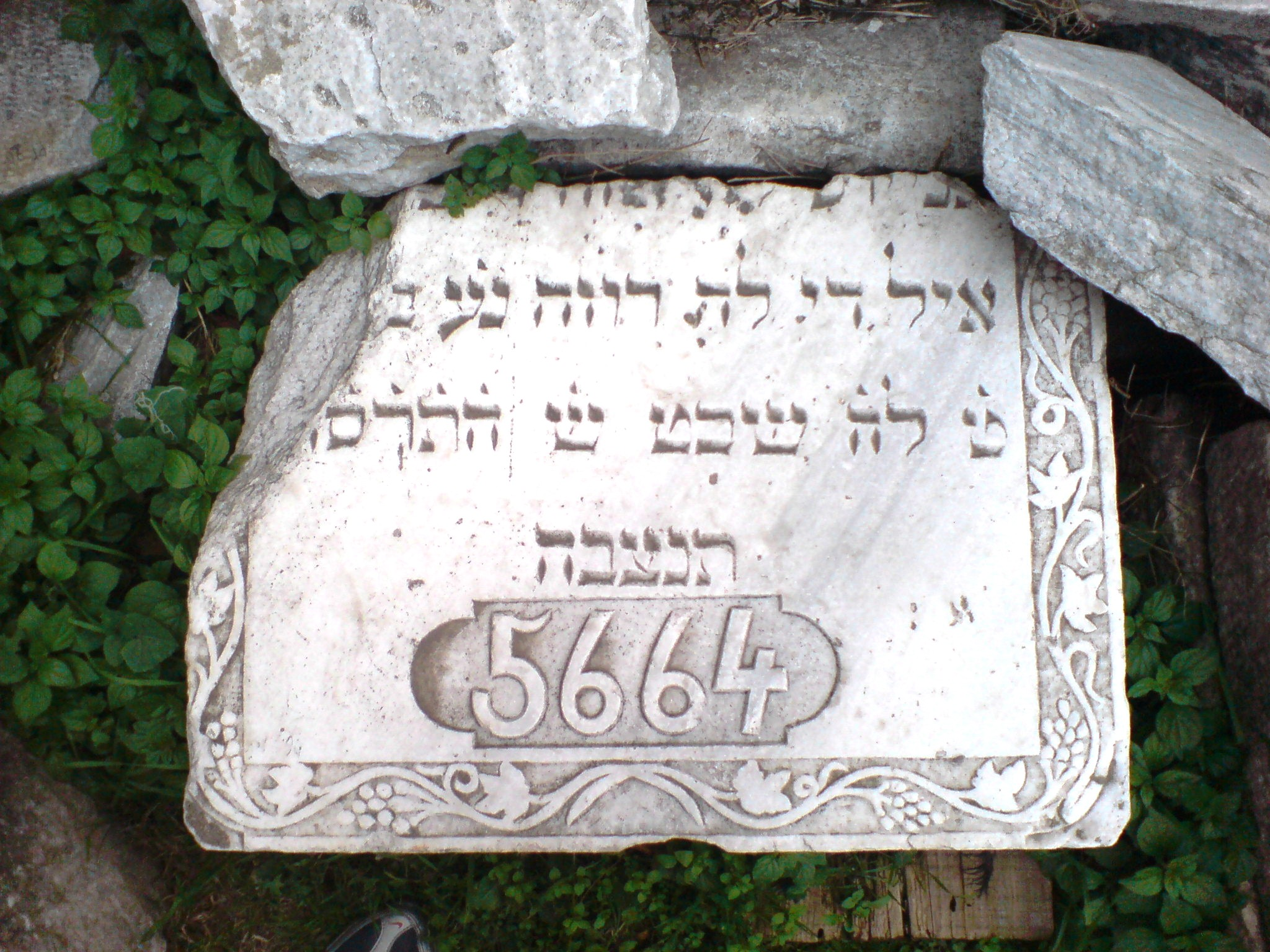
Tombe juive portant la date en Anno Mundi, 5664

- Otto Weininger
- Theodor Herzl

5659 - 5660 - 5661 - 5662 - 5663 - 5664 - 5665 - 5666 - 5667 - 5668 - 5669